# Гордон Вест
Гордон Вест (англ. Gordon West, 24 квітня 1943, Барнслі — 10 червня 2012) — англійський футболіст, воротар.
Передусім відомий виступами за клуб «Евертон», а також національну збірну Англії.

## Клубна кар'єра
У дорослому футболі дебютував 1960 року виступами за команду клубу «Блекпул», в якій провів два сезони, узявши участь у 31 матчі чемпіонату.
Своєю грою за цю команду привернув увагу представників тренерського штабу клубу «Евертон», до складу якого приєднався 1962 року. Відіграв за клуб з Ліверпуля наступні одинадцять сезонів своєї ігрової кар'єри. Більшість часу, проведеного у складі «Евертона», був основним голкіпером команди.
Завершив професійну ігрову кар'єру у нижчоліговому клубі «Транмер Роверз», за команду якого виступав протягом 1976—1979 років.

## Виступи за збірну
1968 року дебютував в офіційних матчах у складі національної збірної Англії. Протягом кар'єри у національній команді, яка тривала усього 2 роки, провів у формі головної команди країни 3 матчі.
У складі збірної був учасником чемпіонату Європи 1968 року в Італії, на якому команда здобула бронзові нагороди.

## Титули і досягнення
- Чемпіон Англії (2):

«Евертон»: 1962-63, 1969-70
- Володар Кубка Англії з футболу (1):

«Евертон»: 1965-66
- Володар Суперкубка Англії з футболу (2):

«Евертон»: 1963, 1970